# Nomlaki
Nomlaki (Noamlakee), o Wintun és una llengua amenaçada de les llengües wintun del Nord de Califòrnia, parlada pels nomlakis. No està gaire documentada, tot i que hi ha algunes gravacions entre els parlants Andrew Freeman i Sylvester Simmons. Encara hi ha un parlant per a Golla (2011).